# Glenn Hall
Glenn Henry Hall (* 3. Oktober 1931 in Humboldt, Saskatchewan) ist ein ehemaliger kanadischer Eishockeytorwart, der von 1955 bis 1971 für die Detroit Red Wings, Chicago Black Hawks und St. Louis Blues in der National Hockey League spielte.

## Karriere
Glenn Hall war der Erfinder des „Butterfly Styles“. Er begann seine Karriere in der NHL mit 24 Jahren bei den Detroit Red Wings und wurde für seine tolle erste Saison mit der Calder Memorial Trophy geehrt. Vor den Spielen und in den Drittelpausen hatte Hall immer nervliche Probleme und meist erbrach er sich mehrmals. Ein Mitspieler meinte einmal, man solle seinen Eimer in die Hall of Fame stellen. Nachdem er sich Ted Lindsay angeschlossen hatte als dieser eine Spielergewerkschaft gründen wollte, wurden die beiden gemeinsam nach Chicago verkauft. Dort wurde er zu einer Legende und führte die Hawks zum Stanley Cup 1961. Zum Ende seiner Karriere wechselte er im Expansion Draft zu den St. Louis Blues. Dort gewann er mit 37 Jahren noch die Conn Smythe Trophy.
1975 wurde er mit der Aufnahme in die Hockey Hall of Fame geehrt.

## Sportliche Erfolge
- Stanley Cup: 1961

### Persönliche Auszeichnungen
- Red Tilson Trophy: 1951
- First All-Star Team: 1957, 1958, 1960, 1963, 1964, 1966 und 1969
- Second All-Star Team: 1956, 1961, 1962 und 1967
- Vezina Trophy: 1963, 1967 gemeinsam mit Denis DeJordy und 1969 gemeinsam mit Jacques Plante
- Calder Memorial Trophy: 1956
- Conn Smythe Trophy: 1968

## Rekorde
- 502 aufeinanderfolgende Spiele als Torwart vollständig gespielt (1955 bis 1962)
- 13 Teilnahmen am All-Star Game
- 540 Spielminuten bei All-Star Games